# Liste der Einträge im National Register of Historic Places im Wilbarger County
Die Liste der Registered Historic Places im Wilbarger County führt alle Bauwerke und historischen Stätten im texanischen Wilbarger County auf, die in das National Register of Historic Places aufgenommen wurden.

## Aktuelle Einträge
| Lfd. Nr. | Name               | Bild | Datum der Eintragung | Adresse/Lage            | Ort   | ID-Nr.   | Beschreibung |
| -------- | ------------------ | ---- | -------------------- | ----------------------- | ----- | -------- | ------------ |
| 1        | Doan's Adobe House |      | 8. Feb. 1979         | E of Odell off U.S. 283 | Odell | 79003023 |              |